# Angela Cartwright
Angela Margaret Cartwright (Cheshire, Inglaterra, 9 de septiembre de 1952) es una actriz británica, conocida por su papel de Brigitta Von Trapp en la versión cinematográfica de The Sound of Music (1965) y como Penny Robinson en la serie de televisión Perdidos en el espacio. Su hermana mayor es la actriz Veronica Cartwright.

## Primeros años
Cartwright nació el 9 de septiembre de 1952 en Cheshire, Inglaterra. Hizo su primera aparición cinematográfica a los tres años como hija del personaje de Paul Newman en Alguien ahí arriba me quiere (1956), y apareció junto a Rock Hudson y Sidney Poitier en Algo de valor (1957). Su padre era un artista y su madre una enfermera, se mudó con su familia a Los Ángeles cuando era solo un bebé, y así de inmediato, un vecino les sugirió que Cartwright y su hermana probaran con el modelaje y la actuación.

## Carrera

### The Sound of Music
En 1965 se unió al elenco principal de la popular y exitosa película The Sound of Music, dándole vida a Brigitta von Trapp, la quinta hija de la familia Von Trapp. Su personaje se basó en un miembro real de la familia von Trapp, hija de Georg Ludwig von Trapp y de su primera esposa Agathe Whitehead.

### Perdidos en el espacio
Casi sin descanso, pasó de The Sound of Music a la exitosa serie de televisión Perdidos en el espacio (1965 a 1968) donde interpretó a Penny Robinson junto a Guy Williams, June Lockhart y Jonathan Harris.

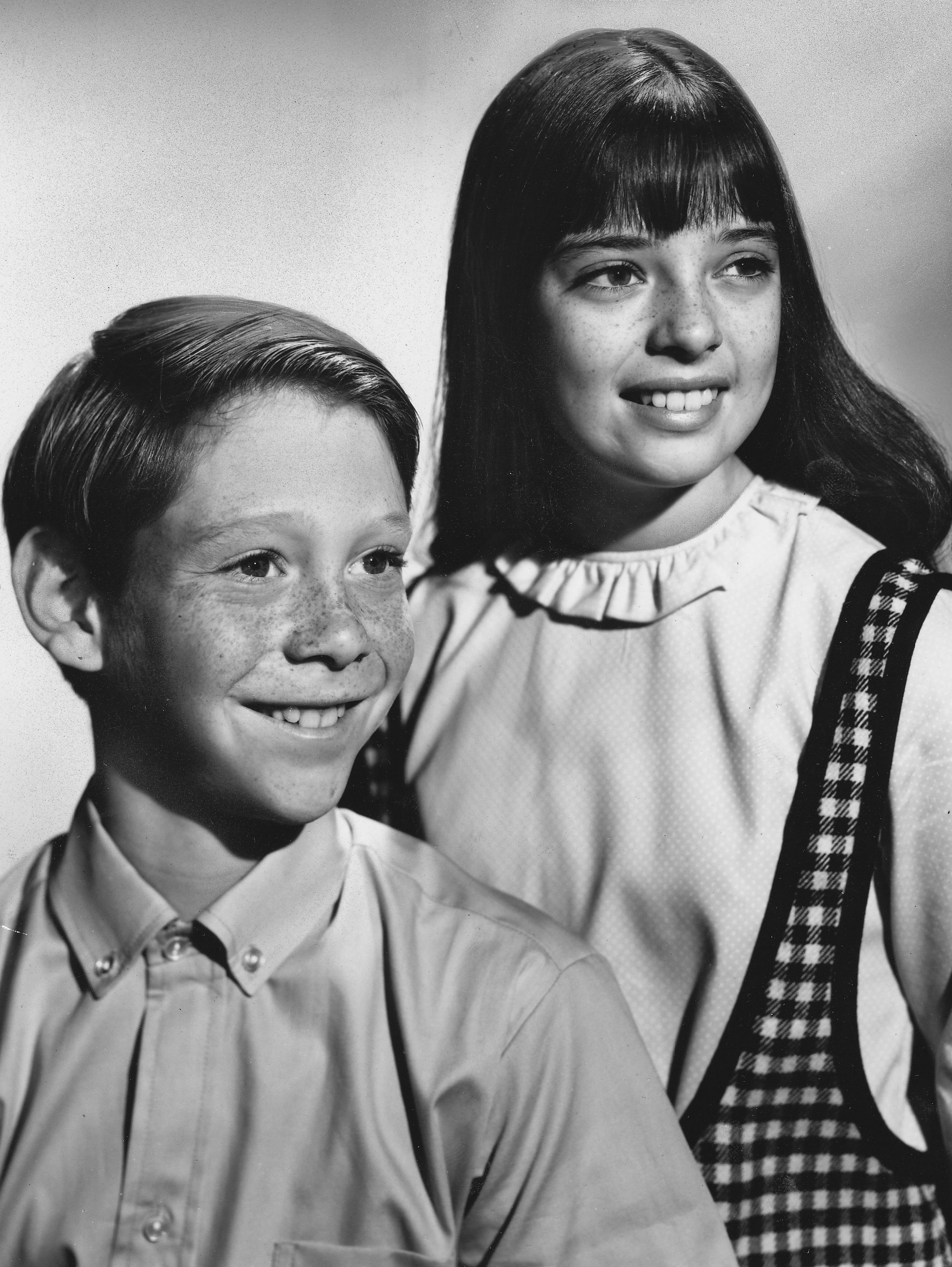
Perdidos en el espacio. Billy Mumy y Angela Cartwright, 1965

## Otros trabajos
Hizo apariciones en varios programas de televisión incluyendo:   My Three Sons y The Love Boat. Cartwright también ha aparecido en el teatro y comerciales de televisión. Ella fue una de las primeras estrellas para tomar ventaja de la World Wide Web y ha tenido su propio sitio web durante muchos años. Ha publicado un libro de éxito y pronto publicará otro coescrito con Bill Mumy, su coestrella de Perdidos en el espacio.

## Vida personal
Cartwright se casó con Steve Gullion en 1976 y tienen dos hijos, Jesse y Rebecca Gullion. Ha sido fotógrafa durante 30 años. Sus obras de arte se muestran en su estudio en Studio City, Los Angeles.

## Libros y publicaciones
Pasticcio quartz es una revista semestral escrita y publicada por Sarah Fishburn y Angela Cartwright. El número 1, publicado el 23 de julio de 2007, constaba de 52 páginas satinadas a todo color de 8,5 por 8,5 pulgadas. El número más reciente, de 60 páginas (número 15: 10 de enero de 2014), conserva el tamaño y los atributos a todo color.
- In This House: A Collection of Altered Art Imagery and Collage Techniques (2007)[8]
- Mixed Emulsions: Altered Art Techniques for Photographic Imagery (2007)[9]
- In This Garden: Exploration in Mixed-Media Visual Narrative (2009)[10]
- "Lineage: A Personal & Private Journey", Somerset Studio magazine (Mar/Apr 2014)[11]
- Styling the Stars: Lost Treasures from the Twentieth Century Fox Archive (2014), Angela Cartwright and Tom McLaren, foreword by Maureen O'Hara[12][13][14]
  - Styling the Stars, IBPA 2015 Benjamin Franklin Awards, Gold Winner, Cover Design: Large Format[15]
- Styling the Stars: Lost Treasures from the Twentieth Century Fox Archive (Softcover 2017), Angela Cartwright and Tom McLaren, foreword by Maureen O'Hara[16]
- 'On Purpose: A Novel by Angela Cartwright and Bill Mumy' (2018)[17]
- Lost (and Found) in Space 2: Blast Off into the Expanded Edition by Angela Cartwright and Bill Mumy (2021)[18][19]